# Lokur, Dharwad
Lokur là một làng thuộc tehsil Dharwad, huyện Dharwad, bang Karnataka, Ấn Độ.